# 10725 Sukunabikona
10725 Sukunabikona è un asteroide della fascia principale. Scoperto nel 1986, presenta un'orbita caratterizzata da un semiasse maggiore pari a 2,3162095 UA e da un'eccentricità di 0,1281761, inclinata di 7,39830° rispetto all'eclittica.